# Coupe de France féminine de basket-ball
La Coupe de France est une compétition de basket-ball en France. Aussi appelée Coupe Joë Jaunay, elle rassemble actuellement les équipes de Ligue féminine de basket et de Ligue féminine 2.
Bourges, tenant du titre, est le club le plus titré de la compétition avec douze succès, succédant le doublé de Basket Landes en 2022 (premier titre) et 2023.
Le Trophée Coupe de France est réservé aux équipes non invitées pour la Coupe de France.

## Historique
- Entre 1961 et 1985, la Coupe de France au sens strict du terme n’existe pas, il s’agit de la Coupe de Printemps qui regroupe les équipes de Nationale 1 et les meilleures équipes de Nationale 2.
- À partir de 1985, la coupe porte le nom de Coupe Danielle Peter, les quatre premières équipes de Nationale 1 n’y participent pas, alors que les premières de Nationale 2 ont le droit de participer.
- En 1988, la coupe concerne les équipes de Nationale 1 sans les équipes les mieux classées.
- À partir de 1995, toutes les équipes y participent.
- Depuis 2005, la Coupe de France est scindée en deux parties : la Coupe Joë Jaunay qui regroupe les équipes de Ligue féminine de basket, de Ligue 2 et le(s) meilleur(s) de Nationale 1 et le Trophée Coupe de France qui inclut les équipes amateurs à partir de la Nationale 1.

## Coupe de France féminine

### Palmarès
Voici le palmarès détaillé de la Coupe de France féminine de basket-ball,, :
| Nom de la compétition | Saison    | Vainqueur                                                         | Finaliste                                                         | Score                                                             |
| --------------------- | --------- | ----------------------------------------------------------------- | ----------------------------------------------------------------- | ----------------------------------------------------------------- |
| Coupe de France       | 1956-1957 | AS Montferrand (1)                                                | Amicale Bucaille                                                  | 61–33                                                             |
| Coupe de France       | 1957-1958 | AS Montferrand (2)                                                | Olympique de Marseille                                            | 46–27                                                             |
| Coupe de France       | 1958-1959 | Non disputée                                                      | Non disputée                                                      | Non disputée                                                      |
| Coupe de France       | 1959-1960 | FC Lyon (1)                                                       | Paris UC                                                          | 40–35                                                             |
| Coupe de Printemps    | 1981-1982 | Stade français (1)                                                | Asnières Sports                                                   | 74–73                                                             |
| Coupe de Printemps    | 1982-1983 | Stade français (2)                                                | AS Montferrand                                                    | 86–62                                                             |
| Coupe de Printemps    | 1983-1984 | RCF Paris (1)                                                     | Stade Français                                                    | 63–61                                                             |
| Coupe de Printemps    | 1984-1985 | Stade français (3)                                                | Versailles BC                                                     | 73–71                                                             |
| Coupe Danielle Peter  | 1985-1986 | Cavigal Nice (1)                                                  | BAC Mirande                                                       | 80–76                                                             |
| Coupe Danielle Peter  | 1986-1987 | AS Montferrand (3)                                                | Challes Sports Basket                                             | 86–82                                                             |
| Coupe Danielle Peter  | 1987-1988 | Challes Sports Basket (1)                                         | AS Roquebrune CM                                                  | 94–73                                                             |
| Coupe Danielle Peter  | 1988-1989 | Stade clermontois (1)                                             | AS Montferrand                                                    | 81–76                                                             |
| Trophée Joë Jaunay    | 1995-1996 | Tarbes GB (1)                                                     | ASPTT Aix-en-Provence                                             | 70–59                                                             |
| Trophée Joë Jaunay    | 1996-1997 | Tarbes GB (2)                                                     | SC Bordeaux                                                       | 63–60                                                             |
| Trophée Joë Jaunay    | 1997-1998 | Tarbes GB (3)                                                     | SC Bordeaux                                                       | 74–52                                                             |
| Trophée Joë Jaunay    | 1998-1999 | USO Mondeville (2)                                                | Toulouse Launaguet                                                | 92–74                                                             |
| Trophée Joë Jaunay    | 1999-2000 | Aix-en-Provence (1)                                               | Valenciennes                                                      | 51–48                                                             |
| Trophée Joë Jaunay    | 2000-2001 | Valenciennes (1)                                                  | Aix-en-Provence                                                   | 86–63                                                             |
| Trophée Joë Jaunay    | 2001-2002 | Valenciennes (2)                                                  | Bourges                                                           | 73–70                                                             |
| Trophée Joë Jaunay    | 2002-2003 | Valenciennes (3)                                                  | Villeneuve-d’Ascq                                                 | 100–68                                                            |
| Trophée Joë Jaunay    | 2003-2004 | Valenciennes (4)                                                  | USO Mondeville                                                    | 74–60                                                             |
| Trophée Joë Jaunay    | 2004-2005 | Bourges (3)                                                       | Valenciennes                                                      | 74–49                                                             |
| Trophée Joë Jaunay    | 2005-2006 | Bourges (4)                                                       | Valenciennes                                                      | 61–56                                                             |
| Trophée Joë Jaunay    | 2006-2007 | Valenciennes (5)                                                  | Bourges                                                           | 72–51                                                             |
| Trophée Joë Jaunay    | 2007-2008 | Bourges (5)                                                       | Villeneuve-d’Ascq                                                 | 63–51                                                             |
| Trophée Joë Jaunay    | 2008-2009 | Bourges (6)                                                       | Tarbes GB                                                         | 68–63                                                             |
| Trophée Joë Jaunay    | 2009-2010 | Bourges (7)                                                       | Tarbes GB                                                         | 67–62                                                             |
| Trophée Joë Jaunay    | 2010-2011 | Lattes-Montpellier (1)                                            | USO Mondeville                                                    | 63–54                                                             |
| Trophée Joë Jaunay    | 2011-2012 | Arras (1)                                                         | Bourges                                                           | 64–58                                                             |
| Trophée Joë Jaunay    | 2012-2013 | Lattes-Montpellier (2)                                            | Nantes-Rezé                                                       | 67–64                                                             |
| Trophée Joë Jaunay    | 2013-2014 | Bourges (8)                                                       | Villeneuve-d’Ascq                                                 | 57–48                                                             |
| Trophée Joë Jaunay    | 2014-2015 | Lattes-Montpellier (3)                                            | Bourges                                                           | 76–69,                                                            |
| Trophée Joë Jaunay    | 2015-2016 | Lattes-Montpellier (4)                                            | Bourges                                                           | 68–57                                                             |
| Trophée Joë Jaunay    | 2016-2017 | Bourges (9)                                                       | Flammes Carolo                                                    | 75–65,                                                            |
| Trophée Joë Jaunay    | 2017-2018 | Bourges (10)                                                      | Flammes Carolo                                                    | 82–70,                                                            |
| Trophée Joë Jaunay    | 2018-2019 | Bourges (11)                                                      | Flammes Carolo                                                    | 67–58,                                                            |
| Trophée Joë Jaunay    | 2019-2020 | Finale Bourges–Lyon annulée en raison de la pandémie de Covid-19. | Finale Bourges–Lyon annulée en raison de la pandémie de Covid-19. | Finale Bourges–Lyon annulée en raison de la pandémie de Covid-19. |
| Trophée Joë Jaunay    | 2020-2021 | Lattes-Montpellier (5)                                            | Flammes Carolo                                                    | 75–74                                                             |
| Trophée Joë Jaunay    | 2021-2022 | Basket Landes (1)                                                 | Bourges                                                           | 91–88a.2p.                                                        |
| Trophée Joë Jaunay    | 2022-2023 | Basket Landes (2)                                                 | LDLC ASVEL Lyon                                                   | 71–64                                                             |
| Trophée Joë Jaunay    | 2023-2024 | Bourges (12)                                                      | Basket Landes                                                     | 76–63                                                             |
| Trophée Joë Jaunay    | 2024-2025 | FCB Charleville-Mézières (1)                                      | Bourges                                                           | 70–67                                                             |

### Victoires non reconnues
Plusieurs saisons ne sont pas prises en compte dans le palmarès officiel de la FFBB car les meilleures équipes n'ont pas été invitées à disputer la compétition.
| Nom de la compétition | Saison    | Vainqueur                | Finaliste                                   | Score |
| --------------------- | --------- | ------------------------ | ------------------------------------------- | ----- |
| Coupe de France       | 1988-1989 | CCA Sélestat (1)         | RC de France                                | 77–74 |
| Coupe de France       | 1989-1990 | Bourges (1)              | RC de France                                | 77–74 |
| Coupe de France       | 1989-1990 | Bourges (1)              | AL Nuits Saint-Georges                      | 65–54 |
| Coupe de France       | 1990-1991 | Bourges (2)              | AL Nuits Saint-Georges[source insuffisante] | 65–54 |
| Coupe de France       | 1990-1991 | Bourges (2)              | Tarbes GB[source insuffisante]              | 78–63 |
| Coupe de France       | 1991-1992 | ASPTT Toulouse (1)       | AS Montferrand                              | 73–61 |
| Coupe de France       | 1992-1993 | Jallais Anjou Basket (1) | ABC Limoges                                 | 81–80 |
| Coupe de France       | 1993-1994 | Toulouse Launaguet (2)   | USO Mondeville                              | 53–47 |
| Trophée Joë Jaunay    | 1994-1995 | USO Mondeville (1)       | La Berrichonne de Châteauroux               | 59–50 |

### Bilan des clubs
| Rang | Club                              | Titres | Années victorieuses                                                    | Finales | Années finalistes                  |
| ---- | --------------------------------- | ------ | ---------------------------------------------------------------------- | ------- | ---------------------------------- |
| 1    | Tango Bourges                     | 12     | 1990, 1991, 2005, 2006, 2008, 2009, 2010, 2014, 2017, 2018, 2019, 2024 | 5       | 2002, 2007, 2012, 2015, 2016, 2022 |
| 2    | US Valenciennes                   | 5      | 2001, 2002, 2003, 2004, 2007                                           | 3       | 2000, 2005, 2006                   |
| 3    | Lattes-Montpellier                | 5      | 2011, 2013, 2015, 2016, 2021                                           | 0       |                                    |
| 4    | AS Montferrand                    | 3      | 1957, 1958, 1987                                                       | 3       | 1983, 1989, 1992                   |
| 4    | Tarbes GB                         | 3      | 1996, 1997, 1998                                                       | 3       | 1991, 2009, 2010                   |
| 6    | USO Mondeville                    | 2      | 1995, 1999                                                             | 3       | 1994, 2004, 2011                   |
| 7    | Stade français                    | 2      | 1982, 1983                                                             | 1       | 1984                               |
| 7    | Toulouse                          | 2      | 1992, 1994                                                             | 1       | 1999                               |
| 7    | Basket Landes                     | 2      | 2022, 2023                                                             | 1       | 2024                               |
| 10   | FCB Charleville-Mézières          | 1      | 2025                                                                   | 4       | 2017, 2018, 2019, 2021             |
| 11   | Aix-en-Provence                   | 1      | 2000                                                                   | 2       | 1996, 2001                         |
| 12   | Racing club de France             | 1      | 1984                                                                   | 1       | 1990                               |
| 12   | FC Lyon Basket/LDLC ASVEL féminin | 1      | 1960                                                                   | 1       | 2023                               |
| 14   | Arras Pays d’Artois               | 1      | 2012                                                                   | 0       |                                    |
| 14   | Stade clermontois                 | 1      | 1989                                                                   | 0       |                                    |
| 14   | Cavigal Nice                      | 1      | 1986                                                                   | 0       |                                    |
| 14   | Jallais Anjou Basket              | 1      | 1993                                                                   | 0       |                                    |
| 14   | CCA Sélestat                      | 1      | 1989                                                                   | 0       |                                    |

En gris, les finales et victoires non pleinement reconnues dans le palmarès FFBB.

## Autres coupes de France féminines
- En plus de la coupe de France décrite ci-dessus, il existe également d’autres compétitions sous la même dénomination : la Coupe de France U18, et, depuis 2005 le Trophée Coupe de France (réservé aux équipes de NF2, NF3, etc. non invitées pour la Coupe de France).

### Palmarès de la coupe de France U18
| Année | Vainqueur                                                 | Finaliste                                                 | Score                                                     |
| ----- | --------------------------------------------------------- | --------------------------------------------------------- | --------------------------------------------------------- |
| 2000  | Bourges                                                   | USO Mondeville                                            | 78-76                                                     |
| 2001  | USO Mondeville                                            | FC Lyon                                                   | 82-67                                                     |
| 2002  | ASPTT Arras                                               | Mont-de-Marsan                                            | 71-44                                                     |
| 2003  | ASPTT Arras                                               | Aix-en-Provence                                           | 62-49                                                     |
| 2004  | Tarbes GB                                                 | Bourges                                                   | 75-66                                                     |
| 2005  | USO Mondeville                                            | Bourges                                                   | 74-68                                                     |
| 2006  | Voiron                                                    | USO Mondeville                                            | 73-63                                                     |
| 2007  | Valenciennes                                              | Voiron                                                    | 84-50                                                     |
| 2008  | USO Mondeville                                            | Valenciennes                                              | 66-61                                                     |
| 2009  | Bourges                                                   | Basket Landes                                             | 64-48                                                     |
| 2010  | Bourges                                                   | USO Mondeville                                            | 53-49                                                     |
| 2011  | Basket Landes                                             | Bourges                                                   | 58-56                                                     |
| 2012  | USO Mondeville                                            | Challes-les-Eaux Basket                                   | 60-59                                                     |
| 2013  | Chalon-sur-Saône BC                                       | UF Angers                                                 | 64-55                                                     |
| 2014  | FC Lyon                                                   | Bourges                                                   | 59-50                                                     |
| 2015  | FC Lyon                                                   | Toulouse                                                  | 61-48                                                     |
| 2016  | Bourges                                                   | Lattes-Montpellier                                        | 61-55                                                     |
| 2017  | Arras PABF                                                | Roche Vendée                                              | 70-49                                                     |
| 2018  | USO Mondeville                                            | Lyon ASVEL féminin                                        | 66-63                                                     |
| 2019  | USO Mondeville                                            | Lyon ASVEL féminin                                        | 73-48                                                     |
| 2020  | Compétition annulée en raison de la pandémie de Covid-19. | Compétition annulée en raison de la pandémie de Covid-19. | Compétition annulée en raison de la pandémie de Covid-19. |
| 2021  | Compétition annulée en raison de la pandémie de Covid-19. | Compétition annulée en raison de la pandémie de Covid-19. | Compétition annulée en raison de la pandémie de Covid-19. |
| 2022  | USO Mondeville                                            | Lyon ASVEL féminin                                        | 93-88                                                     |
| 2023  | Bourges                                                   | Flammes Carolo                                            | 68–65                                                     |
| 2024  | USO Mondeville                                            | Lattes-Montpellier                                        | 61–55                                                     |
| 2025  | Lyon ASVEL féminin                                        | Bourges                                                   | 62–55                                                     |

### Palmarès du Trophée Coupe de France
| Année | Vainqueur                                                 | Finaliste                                                 | Score                                                     |
| ----- | --------------------------------------------------------- | --------------------------------------------------------- | --------------------------------------------------------- |
| 2005  | US Dunkerque (NF2)                                        | Carqueiranne (NF2)                                        | -                                                         |
| 2006  | Perpignan Basket (NF2)                                    | Strasbourg IG (NF2)                                       | 69-67                                                     |
| 2007  | AJS Ouistreham (NF2)                                      | Strasbourg IG (NF2)                                       | 67-66                                                     |
| 2008  | Strasbourg IG (NF2)                                       | US Laveyron (NF2)                                         | 62-61                                                     |
| 2009  | Union Lyon BF (NF2)                                       | Tours (NF2)                                               | 66-52                                                     |
| 2010  | UF Angers (NF2)                                           | AS Villeurbanne (NF2)                                     | 90-76 (a.p. 72-72)                                        |
| 2011  | US Laveyron (NF1)                                         | CSP Rezé (NF1)                                            | 73-68                                                     |
| 2012  | UF Angers (NF1)                                           | Saint-Étienne CASE Basket (NF1)                           | 65-63                                                     |
| 2013  | Saint-Étienne CASE Basket (NF1)                           | Charnay-lès-Mâcon (NF1)                                   | 83-68                                                     |
| 2014  | BCSP Rezé (NF1)                                           | CJS Geispolsheim (NF1)                                    | 71-53                                                     |
| 2015  | Étoile de Voiron (NF2)                                    | CA Brive Corrèze (NF1)                                    | 60-58                                                     |
| 2016  | Roannais basket féminin (NF1)                             | Olympique Sannois Saint-Gratien (NF1)                     | 69-67                                                     |
| 2017  | Monaco BA (NF2)                                           | CB d’Ifs (NF1)                                            | 62-55                                                     |
| 2018  | BC La Tronche-Meylan (NF1)                                | AS Aulnoye-Aymeries (NF1)                                 | 64-56                                                     |
| 2019  | US Orthez (NF1)                                           | Pays voironnais BC (NF1)                                  | 52-43                                                     |
| 2020  | Compétition annulée en raison de la pandémie de Covid-19. | Compétition annulée en raison de la pandémie de Covid-19. | Compétition annulée en raison de la pandémie de Covid-19. |
| 2021  | Compétition annulée en raison de la pandémie de Covid-19. | Compétition annulée en raison de la pandémie de Covid-19. | Compétition annulée en raison de la pandémie de Covid-19. |
| 2022  | Monaco BA (NF1)                                           | US Le Poinçonnet (NF1)                                    | 69-50                                                     |
| 2023  | Cavigal Nice (NF1)                                        | CB d’Ifs (NF1)                                            | 79–75                                                     |
| 2024  | USB Damigny-Alençon 61 (NF1)                              | Monaco BA (NF1)                                           | 84–65                                                     |
| 2025  | GCO Bihorel Basket (NF1)                                  | Monaco BA (NF1)                                           | 60–52                                                     |